# Duits & Lauret TeVreden
Duits & Lauret TeVreden is een Nederlands bier van hoge gisting.
Het bier wordt gebrouwen voor Speciaalbierbrouwerij Duits & Lauret in De Proefbrouwerij te Hijfte, België. Het is een goudblond bier, type tripel, met een alcoholpercentage van 7,5%. Het bier werd gebrouwen ter gelegenheid van de zogenoemde “Tour des Trappistes”, een wandeltocht van honderden kilometers langs de trappistenbrouwerijen door de Nederlandse wandelaar Georges Nelis. Een deel van de opbrengsten gaan naar een goed doel.